# Staying Power
Pour les articles homonymes, voir Power.
Singles de Queen
Back Chat
(1982) Radio Ga Ga
(1984)
Staying Power est une chanson du groupe de rock britannique Queen, sorti en single en 1982, uniquement au Japon et aux États-Unis. C'est le dernier extrait de l'album Hot Space sorti la même année. Le maxi 45 tours américain est un disque promotionnel, seul disque sur lequel on peut trouver la version extended de la chanson, qui fait près d'une minute quarante secondes de plus que la version album. La version de Back Chat sur ce même single est également dite extended.

## Autour de la chanson
Écrite par Freddie Mercury, les arrangements à la trompette sont l'œuvre d'Arif Mardin, un producteur qui a également travaillé avec les Bee Gees et Aretha Franklin.
Tout comme Back Chat, Staying Power a également fait partie des titres de la tournée Hot Space Tour mais avec un tempo plus rapide et plus orienté vers le rock. Les trompettes sont alors remplacées par des guitares et un clavier. Cet arrangement ne contient pas de guitare basse, car John Deacon joue de la guitare additionnelle aux côtés de Brian May.
Sortie au Japon et aux États-Unis, la chanson n'a pas été classée.

## Crédits
- Freddie Mercury : auteur, chant principal et chœurs
- Brian May : guitare électrique
- Roger Taylor : percussions et boîte à rythmes (Linn LM-1)
- John Deacon : guitare électrique (Fender Telecaster)
- Reinhold Mack : producteur
- Arif Mardin : arrangement des cuivres